# Vitinha
Vítor Machado Ferreira (Faro, 13 februari 2000) – alias Vitinha – is een Portugees voetballer die doorgaans als middenvelder speelt. Hij verruilde FC Porto in juli 2022 voor Paris Saint-Germain. Vitinha debuteerde in 2022 in het Portugees voetbalelftal.

## Clubcarrière

### Jeugd
Vitinha stroomde door vanuit de jeugd van FC Porto, nadat hij zijn jeugdcarrière begon bij CB Póvoa Lanhoso. Ook speelde hij een seizoen voor Padroense. Voor FC Porto debuteerde hij op 28 januari 2020 in de Primeira Liga, tegen Gil Vicente. Hij mocht dat jaar acht keer invallen. 

### Wolverhampton
Porto verhuurde hem gedurende 2020/21 aan Wolverhampton Wanderers, dat in de Premier League speelde. Hij maakte op 14 september tegen Sheffield United zijn debuut voor Wolves. Op 22 januari 2021 scoorde hij in de FA Cup tegen Chorley zijn eerste en enige doelpunt voor Wolverhampton, waar hij 22 wedstrijden voor speelde maar nooit onbetwist basisspeler was.

### FC Porto
Vitinha groeide vanaf september 2021 vervolgens uit tot basisspeler bij FC Porto. In die hoedanigheid won hij in 2021/22 zowel het landskampioenschap als de nationale beker met het Portugese team. Hij scoorde in het bekertoernooi zowel in de achtste finale tegen Benfica als in de finale tegen Tondela. Hij kwam datzelfde seizoen ook voor het eerst uit in de Champions League, tegen Atlético Madrid, Liverpool en AC Milan. Hij kwam tot vier goals en vijf assists in 47 wedstrijden dat seizoen.

### Paris Saint-Germain
Vitinha tekende in juli 2022 voor vijf jaar bij Paris Saint-Germain. Dat betaalde 40 miljoen euro voor hem aan Porto. Hij werd meteen basisspeler bij de Franse club, waarmee hij dat jaar ook een Franse landstitel aan zijn erelijst toevoegde.

## Clubstatistieken
| Seizoen | Club                | Competitie     | Competitie | Competitie | Beker | Beker | Internationaal | Internationaal | Totaal | Totaal |
| Seizoen | Club                | Competitie     | Wed.       | Dlp.       | Wed.  | Dlp.  | Wed.           | Dlp.           | Wed.   | Dlp.   |
| ------- | ------------------- | -------------- | ---------- | ---------- | ----- | ----- | -------------- | -------------- | ------ | ------ |
| 2019/20 | FC Porto            | Primeira Liga  | 8          | 0          | 4     | 0     | —              | —              | 12     | 0      |
| 2020/21 | → Wolverhampton     | Premier League | 19         | 0          | 3     | 1     | —              | —              | 22     | 1      |
| 2021/22 | FC Porto            | Primeira Liga  | 30         | 2          | 7     | 2     | 10             | 0              | 47     | 4      |
| 2022/23 | Paris Saint-Germain | Ligue 1        | 36         | 2          | 4     | 0     | 8              | 0              | 48     | 2      |
| 2023/24 | Paris Saint-Germain | Ligue 1        | 28         | 7          | 6     | 0     | 12             | 2              | 46     | 9      |
| 2024/25 | Paris Saint-Germain | Ligue 1        | 29         | 5          | 6     | 0     | 24             | 3              | 59     | 8      |
| 2025/26 | Paris Saint-Germain | Ligue 1        | 0          | 0          | 0     | 0     | 1              | 0              | 1      | 0      |
| Totaal  | Totaal              | Totaal         | 150        | 16         | 30    | 3     | 55             | 5              | 235    | 24     |

Bijgewerkt t/m 15 augustus 2025.

## Interlandcarrière
Vitinha maakte deel uit van verschillende Portugese nationale jeugdselecties vanaf Portugal –17. Hij bereikte met Portugal –19 de finale van het EK –19 van 2019 en met Portugal –21 die van het EK –21 van 2021. Vitinha debuteerde op 29 maart 2022 in het Portugees voetbalelftal. Bodscoach Fernando Santos liet hem toen in de 89e minuut invallen voor João Moutinho tijdens de finale van de play-offs voor het WK 2022, tegen Noord-Macedinië. Portugal won die dag met 2–0. Santos nam Vitinha datzelfde jaar ook mee naar het eindtoernooi. Hierop kwam hij drie keer in actie. Vitinha werd op 21 mei 2024 door bondscoach Roberto Martínez opgenomen in de Portugese selectie voor het EK 2024 in Duitsland. Portugal won een groep met Tsjechië, Turkije en Georgië, schakelde in de achtste finales Slovenië uit en verloor in de kwartfinales op strafschoppen van Frankrijk. Vitinha kwam op het toernooi enkel tegen Georgië niet in actie.

## Erelijst
| Competitie             |          |                           |          |          |
| Competitie             | Aantal   | Jaren                     |          |          |
| FC Porto               | FC Porto | FC Porto                  | FC Porto | FC Porto |
| ---------------------- | -------- | ------------------------- | -------- | -------- |
| Kampioen Primeira Liga | 2x       | 2019/20, 2021/22          |          |          |
| Beker van Portugal     | 2x       | 2019/20, 2021/22          |          |          |
| Paris Saint-Germain    |          |                           |          |          |
| Kampioen Ligue 1       | 3x       | 2022/23, 2023/24, 2024/25 |          |          |
| Trophée des Champions  | 3x       | 2022, 2023, 2024          |          |          |
| Coupe de France        | 2x       | 2023/24, 2024/25          |          |          |